# Scopula commutaria
Scopula commutaria är en fjärilsart som beskrevs av Jean Baptiste Boisduval 1840. Scopula commutaria ingår i släktet Scopula och familjen mätare. Inga underarter finns listade.